# Luna 11
Luna 11 (ryska: Луна-11) var en sovjetisk rymdsond i Lunaprogrammet. Rymdsonden sköt upp från Kosmodromen i Bajkonur den 24 augusti 1966, med en Molnija-M 8K78M raket. Farkosten gick in i omloppsbana runt månen den 27 augusti 1966 och sände data fram till den 1 oktober 1966.

### Fotnoter
1. ↑  ”NASA Space Science Data Coordinated Archive” (på engelska). NASA. https://nssdc.gsfc.nasa.gov/nmc/spacecraft/display.action?id=1966-078A. Läst 25 mars 2020.